# Steinkreuz Nirmer Friedhof

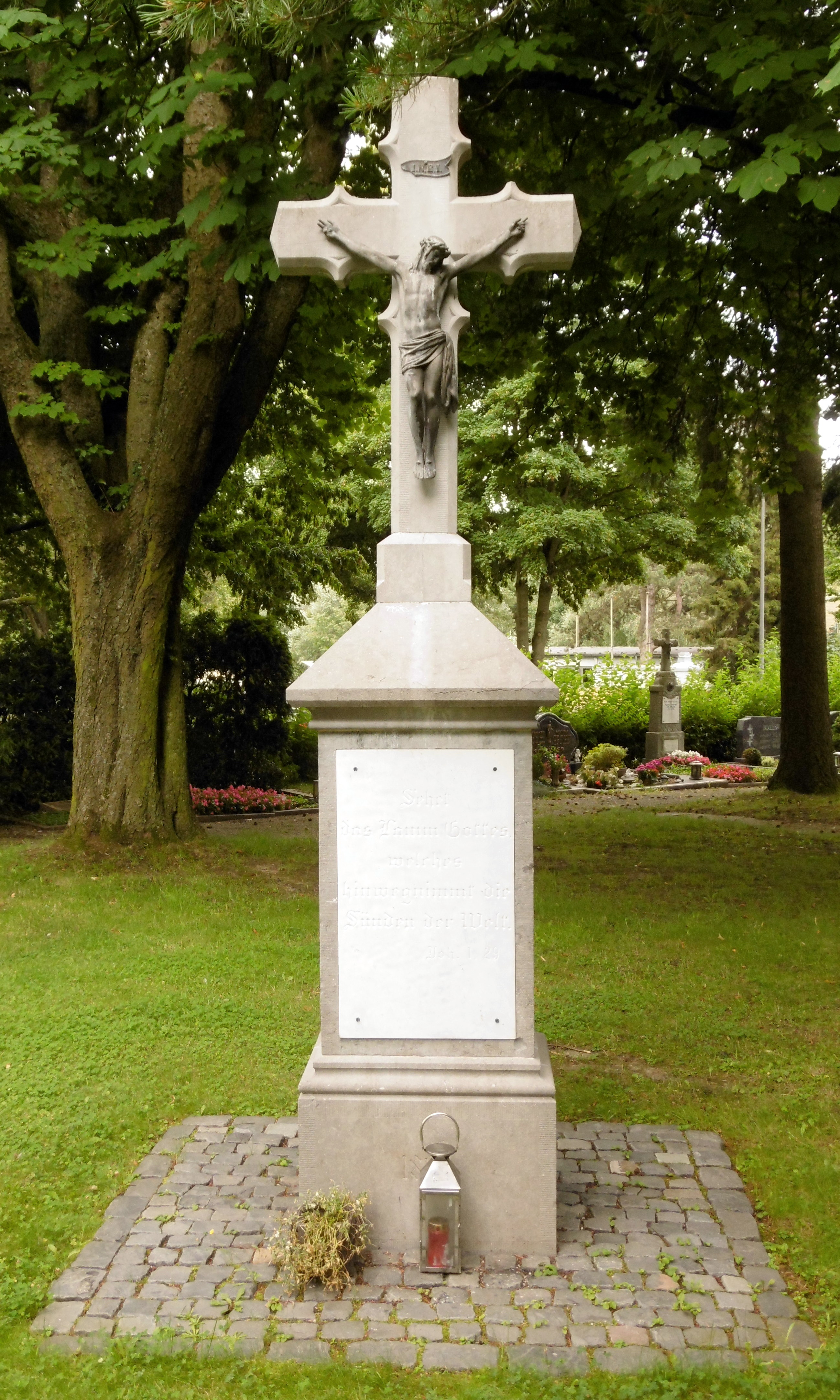
Steinkreuz auf dem Nirmer Friedhof

Das Steinkreuz Nirmer Friedhof ist ein Wegekreuz im Aachener Stadtteil Eilendorf-Nirm.

## Geschichte
Das Kreuz geht auf das Jahr 1897 zurück und wurde von den Bewohnern der oberen Brückstraße, umgangssprachlich Kehr genannt, gespendet. Es fand seinen Platz zwischen den beiden Häusern der Brückstraße 57 und 63 auf dem Grundstück der Geschwister Vinken, die Besitzer der im Jahr 1849 erbauten Gaststätte (Brückstraße 63) waren. In den ersten Jahren nach der Errichtung wurde während der Fronleichnamsprozession mehrmals am Kreuz der Segen erteilt. Zu dieser Zeit war es noch mit einem Eisengitter umzäunt.
Ende der 1920er Jahre wurde das Kreuz mit Einwilligung der Stifter auf den Nirmer Friedhof versetzt. Bis zum Anfang der 1970er Jahre stand es zentral auf dem Friedhof und fungierte als Station für die Allerheiligenprozession. Der Mittelweg musste für den verstärkt anfallenden Kfz-Verkehr hergerichtet und verbreitert werden und so wurde das Kreuz an das nördlich benachbarte Grundstück versetzt. Heute steht das Kreuz nah am Haupteingang, welcher über die Nirmer Straße erreichbar ist.

## Aufbau
Die Gesamtanlage hat eine Höhe von 337 Zentimetern und ist im Stil der Gründerzeit errichtet worden. Sie besteht aus Sockel, Hauptstein mit eingelegter weißer Marmorplatte und vergoldeter Schrift, profilierter Abdeckplatte mit Schräge und dem aufstehenden Kreuz mit Metallkorpus. Die Anlage besteht hauptsächlich aus belgischem Granit, nur das aufstehende Kreuz ist aus Blaustein gefertigt. Auf der Marmorplatte (82 × 50 Zentimeter) wurde folgende Inschrift eingraviert: Sehet das Lamm Gottes welches hinwegnimmt die Sünden der Welt Joh. 1, 29.
Zudem sind auf dem Sockelstein die Jahreszahl 1897 und der Name des Steinmetzes J. Kroppenberg eingemeißelt. Das eigentliche Kreuz misst eine Höhe von 130 Zentimetern und der Metallkorpus ist 70 Zentimeter hoch und 60 Zentimeter breit.